# Феррейра, Рикарду
Рикарду Жозе Араухо Феррейра (порт. Ricardo José Araújo Ferreira; род. 25 ноября 1992, Миссиссога, Онтарио) — португальский и канадский футболист, защитник клуба «Брага» и сборную Канады.

## Клубная карьера
Феррейра — воспитанник академии канадского «Торонто». В возрасте 15 лет он вернулся на историческую родину, присоединившись к молодёжной команде «Порту». Летом 2011 года контракт истёк и Рикарду на правах свободного агента подписал соглашение итальянским «Миланом». Летом 2012 года для получения игровой практики Феррейра на правах аренды перешёл в «Эмполи». 25 сентября в матче против «Падовы» он дебютировал в итальянской Серии B. Летом 2013 года Рикарду вернулся на родину, подписав контракт с «Ольяненсе». 17 августа в матче против «Витории Гимарайнш» он дебютировал в Сангриш лиге.
Летом 2014 года Феррейра на правах аренды перешёл в «Пасуш де Феррейра». 17 августа в матче против лиссабонской «Бенфики» он дебютировал за новый клуб.
Летом 2015 года Рикарду на правах свободного агента перешёл в «Брагу». В матче против «Эшторил-Прая» он дебютировал за новую команду. 31 октября в поединке против «Белененсиш» Феррейра забил свой первый гол за «Брагу». 26 ноября в поединке Лиги Европы против чешского «Слована» он забил гол. В 2016 году Рикарду помог команде выиграть Кубок Португалии.

## Международная карьера
10 ноября 2017 года в товарищеском матче против сборной Саудовской Аравии Феррейра дебютировал за сборную Португалии.

## Достижения
«Брага»
- Обладатель Кубок Португалии — 2015/2016